# Malpraxis
Malpraxisul (termen provenit din latină: malus = „rău” și greacă: praxis = „practică”) reprezintă − în România, eroarea profesională săvârșită în exercitarea actului medical sau medico-farmaceutic generatoare de prejudicii asupra pacientului, implicând răspunderea civilă a personalului medical și a furnizorului de produse și servicii medicale, sanitare și farmaceutice. 

## Diferențe față de alte țări
Deși în sens literal termenul are aceeași înțelegere, în sens general în jurispundența anglo-saxonă, malpraxisul reprezintă un exemplu de neglijență sau incompetență din partea unui profesionist., diferențiindu-se forme precum malpraxisul medical sau  legal.
Spre deosebire de alte țări în România termenul are o înțelegere restrânsă și este reglementat prin Legea nr. 95 din anul 2006. Textul respectiv de lege stabilește răspunderea personalului medical din punct de vedere civil pentru prejudiciile produse din eroare, care includ și neglijența, imprudența sau cunoștințe medicale insuficiente în exercitarea profesiunii, prin acte individuale în cadrul procedurilor de prevenție, diagnostic sau tratament.
În Franța pentru actele medicale se folosesc expresiile „erreur médicale” sau „accident médical”.